# Monostorpályi
Monostorpályi är en ort i Ungern.   Den ligger i provinsen Hajdú-Bihar, i den östra delen av landet, 210 km öster om huvudstaden Budapest. Monostorpályi ligger 108 meter över havet och antalet invånare är 2 221.
Terrängen runt Monostorpályi är mycket platt. Runt Monostorpályi är det ganska tätbefolkat, med 60 invånare per kvadratkilometer. Närmaste större samhälle är Debrecen, 18,6 km nordväst om Monostorpályi. Trakten runt Monostorpályi består till största delen av jordbruksmark.